# Championnat de Corée du Sud de football 1991
Navigation
Saison précédente Saison suivante
La saison 1991 du Championnat de Corée du Sud de football était la 9e édition de la première division sud-coréenne à poule unique, la K-League. Six clubs prennent part au championnat qui prend la forme d'une poule unique où toutes les équipes se rencontrent huit fois au cours de la saison. Il n'y a pas de club relégué en fin de saison, au vu du trop faible nombre de formations engagées dans la compétition.
C'est le club des Daewoo Royals qui termine en tête du classement final, avec 10 points d'avance sur les Hyundai Horang-i et 13 sur les POSCO Atoms. C'est le 3e titre de champion de Corée du Sud de l'histoire du club. Le tenant du titre, les Lucky-Goldstar Hwangso (devenus entre-temps LG Cheetahs), termine à la dernière place du classement.

## Les 6 clubs participants
| - Yukong Kokkiri - Daewoo Royals - Hyundai Horang-i - Ilhwa Chunma - LG Cheetahs - POSCO Dolphins |

## Compétition
Le barème de points servant à établir le classement se décompose ainsi :
- Victoire : 2 points
- Match nul : 1 points
- Défaite : 0 point

### Classement
| Rang | Équipe           | Pts | J  | G  | N  | P  | Bp | Bc | Diff |
| ---- | ---------------- | --- | -- | -- | -- | -- | -- | -- | ---- |
| 1    | Daewoo Royals    | 52  | 40 | 17 | 18 | 5  | 49 | 32 | +17  |
| 2    | Hyundai Horang-i | 42  | 40 | 13 | 16 | 11 | 36 | 34 | +2   |
| 3    | POSCO Atoms      | 39  | 40 | 12 | 15 | 13 | 46 | 47 | -1   |
| 4    | Yukong Kokkiri   | 37  | 40 | 10 | 17 | 13 | 38 | 40 | -2   |
| 5    | Ilhwa Chunma     | 37  | 40 | 13 | 11 | 16 | 56 | 63 | -7   |
| 6    | LG Cheetahs T    | 33  | 40 | 9  | 15 | 16 | 44 | 53 | -9   |

|  | Champion de Corée du Sud 1991 |
|  | T Tenant du titre             |

## Bilan de la saison
| Championnat de Corée du Sud de football 1991 |                          |
| Champion                                     | Daewoo Royals (3e titre) |
| Coupes et trophées                           |                          |
| Vainqueur de la Coupe de Corée du Sud 1991   | Non disputée             |
| Promotions et relégations                    |                          |
| Promus en K-League                           | Aucun                    |
| Relégués en K2-League                        | Aucun                    |